# Ørbæk Kirke
Ørbæk Kirke er kirken i Ørbæk Sogn i Nyborg Kommune.

## Eksterne kilder og henvisninger
- Ørbæk Kirke hos KortTilKirken.dk